# Love Always, Carolyn
Love Always, Carolyn är en svensk dokumentärfilm från 2011 i regi av Maria Ramström och Malin Korkeasalo.
Filmen skildrar författaren Carolyn Cassady som var hustru och älskarinna till två ikoner inom Beatnikrörelsen, Neal Cassady och Jack Kerouac. Den producerades av Margarete Jangård och premiärvisades den 4 augusti på Lilla filmfestivalen i Båstad. Våren 2012 visades den på Tempo dokumentärfestival i Stockholm och hade biopremiär den 14 april på Folkets Bio i Umeå. Den visades även av Sveriges Television den 25 maj 2012 och utgavs på DVD den 4 juli samma år.
Love Always, Carolyn nominerades till en Gold Hugo för bästa dokumentär vid Chicago International Film Festival 2011.

## Mottagande
Endast två recensioner av filmen finns att tillgå, vilka båda är positiva: Filmfenix gav betyget 4/5 och Sydsvenskan 3/5. På Rotten Tomatoes gillas filmen av 80% av publiken.